# Joey Dunlop

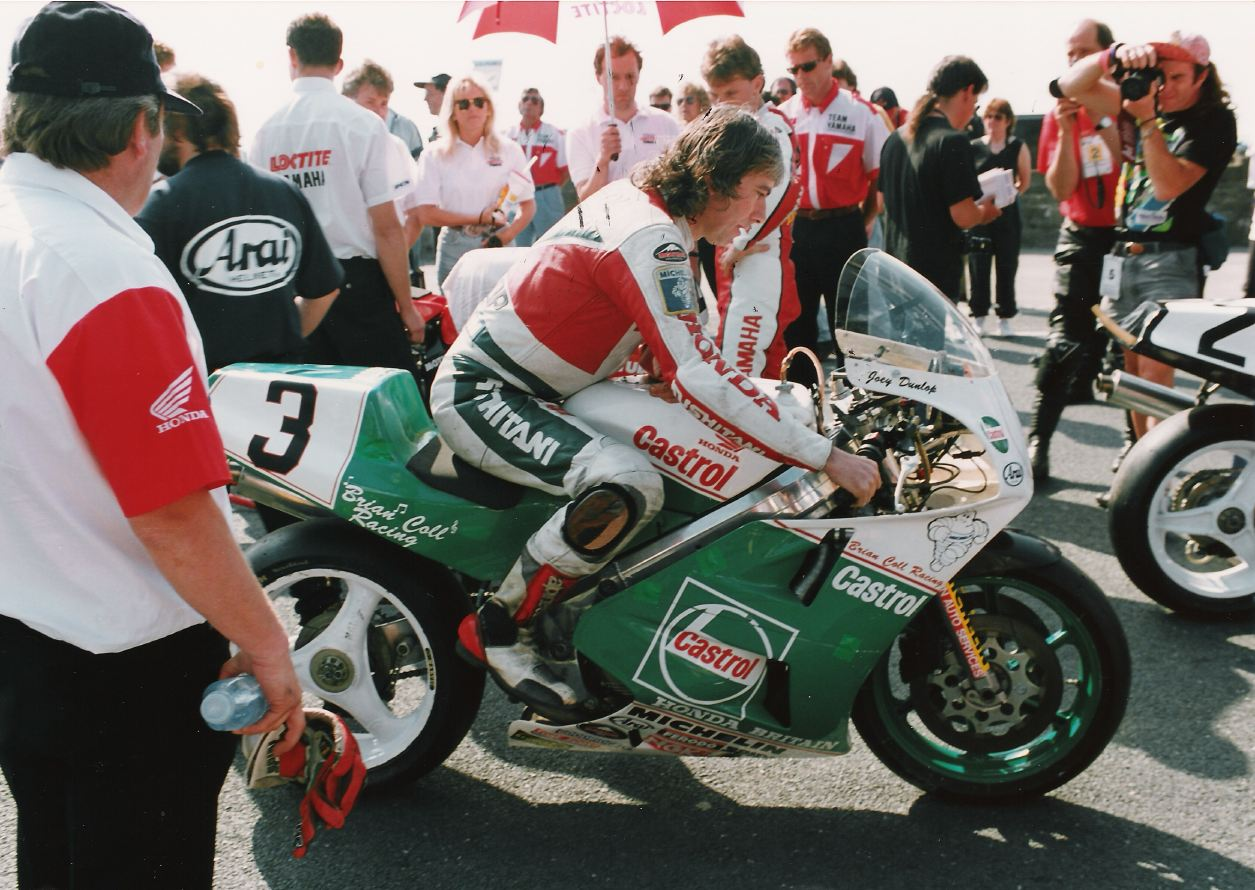
Joey Dunlop inför starten i Senior TT 1992.

William Joseph "Joey" Dunlop, född 25 februari 1952 i Ballymoney i Antrim, död 2 juli 2000 i Tallinn i Estland, var en nordirländsk roadracingförare. Dunlop var främst känd som en framstående förare i Tourist Trophy på Isle of Man och andra TT-lopp. Han blev världsmästare fem gånger i Formel TT. 
Dunlop förolyckades under ett stadslopp i Tallinn i Estland.